# Eintracht-Stadion
L'Eintracht-Stadion est un stade de football et d'athlétisme situé à Brunswick en Allemagne. Le stade accueille les équipes de football de l'Eintracht Brunswick et de football américain des Lions de Brunswick.
Construit en 1923, le stade a aujourd'hui une capacité de 24 406 places.

## Histoire
Lors de sa création en 1895 le club de l'Eintracht Brunswick, nommé en ce temps Fußball und Cricket-Club Eintracht Braunschweig, n'avait pas de terrain propre, on jouait sur une place de la ville puis sur un terrain avec une tribune en bois de 300 places. Après la Première Guerre mondiale, il est devenu évident qu'un stade plus grand était nécessaire pour accueillir l'intérêt croissant des spectateurs. D'une part, il fallait plus d'espace pour d'autres sports et, d'autre part, les liaisons de transport devaient être améliorées. Un emplacement a été choisi dans le nord de la ville sur la Hamburger Strasse. À l'époque, le terrain était un champ d'asperges à dix minutes à pied du terminus du tramway. Le terrain est acheté en février 1922.
Le stade sera inauguré le 17 juin 1923, avec la réception du 1. FC Nuremberg, à l'époque une des meilleures équipes en Allemagne. Le champion d'Allemagne de 1920 et 1921, s'est déplacé avec ses internationaux et remporte le match inaugural facilement 10 à 1 devant 15 000 spectateurs. En octobre 1924, la nouvelle tribune principale est achevée, elle sera inaugurée lors d'un match amical contre le club de Hambourg, Altona 93. La capacité maximale du stade avec 24 000 spectateurs sera atteinte le 31 octobre 1937, dans un huitième de finale de Coupe d'Allemagne contre les champions d'Allemagne de Schalke 04 qui remportent le match 1 à 0.
Lors de la Deuxième Guerre mondiale le stade ne subira aucun dégât malgré le bombardement de la ville du 15 octobre 1944. L'Eintracht Brunswick doit arrêter ses activités en février 1945, après la guerre le stade est investi par l'armée britannique. En 1950, le stade est complètement rénové et propose 30 000 places, en août il sera rouvert avec un match contre le 1. FC Kaiserslautern. On estime qu'à l'époque 50 000 personnes assistent au match pour voir Fritz Walter et son équipe.
Le stade connaît son premier grand évènement le 21 mai 1955 avec la tenue de la finale de la Coupe d'Allemagne entre le Karlsruher SC et Schalke 04 devant 25 000 spectateurs.
En 1957, l'Eintracht Stadion devient le premier stade d'Allemagne du Nord a recevoir des pylônes pour l'éclairage. Le premier match en nocturne a lieu le 18 septembre contre Fortuna Düsseldorf. En 1963, l'Eintracht Brunswick est admis dans la nouvelle Bundesliga, le stade sera modernisé pour atteindre une capacité de 40 000 spectateurs. En fin de saison 1966-1967 le club fêtera son premier titre de Champion d'Allemagne lors d'une victoire 4 à 1 contre Nuremberg devant 38 000 spectateurs.
En 1976, la tribune opposée est recouverte et transformée partiellement en places assises, ce qui réduit la capacité du stade à 35 000 places. En 1980, le club est relégué en deuxième division et malgré un retour en fin de saison en Bundesliga le club connaît des difficultés financières, tous les projets d'amélioration du stade sont abandonnés. La ville épongera les dettes du club et devient propriétaire du stade qui sera renommé Städtisches Stadion an der Hamburger Straße (stade municipal de la Hamburger Straße).
Dans les années 80, le club alterne entre la deuxième et troisième division, puis aura des situations financières difficiles. L'entretien du stade passe en second plan. Dans les années 90, il faudra interdire l'accès au virage Sud et même condamner une partie de la tribune opposée. La capacité du stade sera limitée à 20 000 places.
En 1993, avec l'aide du Land de Basse-Saxe le stade est rénové, les travaux durent deux ans. Le virage Sud est démoli et remplacé par des places debout et couvertes. La tribune opposée ne propose plus que des places assises. Le stade reçoit un écran vidéo lors de l'organisation du 104e championnat d'Allemagne d'athlétisme.
Lors du tournoi pour le centenaire du club en 1995, 11 000 spectateurs assistent au match contre le Werder Brême. On jouera la première fois à guichet fermé le 7 mai 1998, lors du derby contre Hanovre 96. Le 3 juin suivant le stade connaîtra son premier concert avec la prestation d'Eros Ramazzotti devant 16 000 spectateurs.
Le virage Nord sera recouvert et agrandi entre 2009 et 2010, la capacité du stade passe à 25 540 places.
Le stade sera plusieurs fois utilisé pour les compétitions d'athlétisme, les championnats d'Allemagne d'athlétisme en 2000, 2004, 2010 et 2020 et une compétition internationale, les Championnats d'Europe d'athlétisme par équipes 2014.
Comme le stade est également utilisé par l'équipe locale de football américain, les Lions de Brunswick, il verra plusieurs finales du German Bowl, de la German Football League et des finales de l'Eurobowl.
En 2022, les toits du stade seront équipés de panneaux solaires.

## Évènements
- Finale de la Coupe d'Allemagne de football 1954-1955
- Championnats d'Europe d'athlétisme par équipes 2014
- German Bowl : 1995, 2000, 2002, 2004 et 2006
- Eurobowl : 2002, 2003 et 2015
- Championnats d'Allemagne d'athlétisme : 2000, 2004, 2010, 2020, 2021

## Galerie

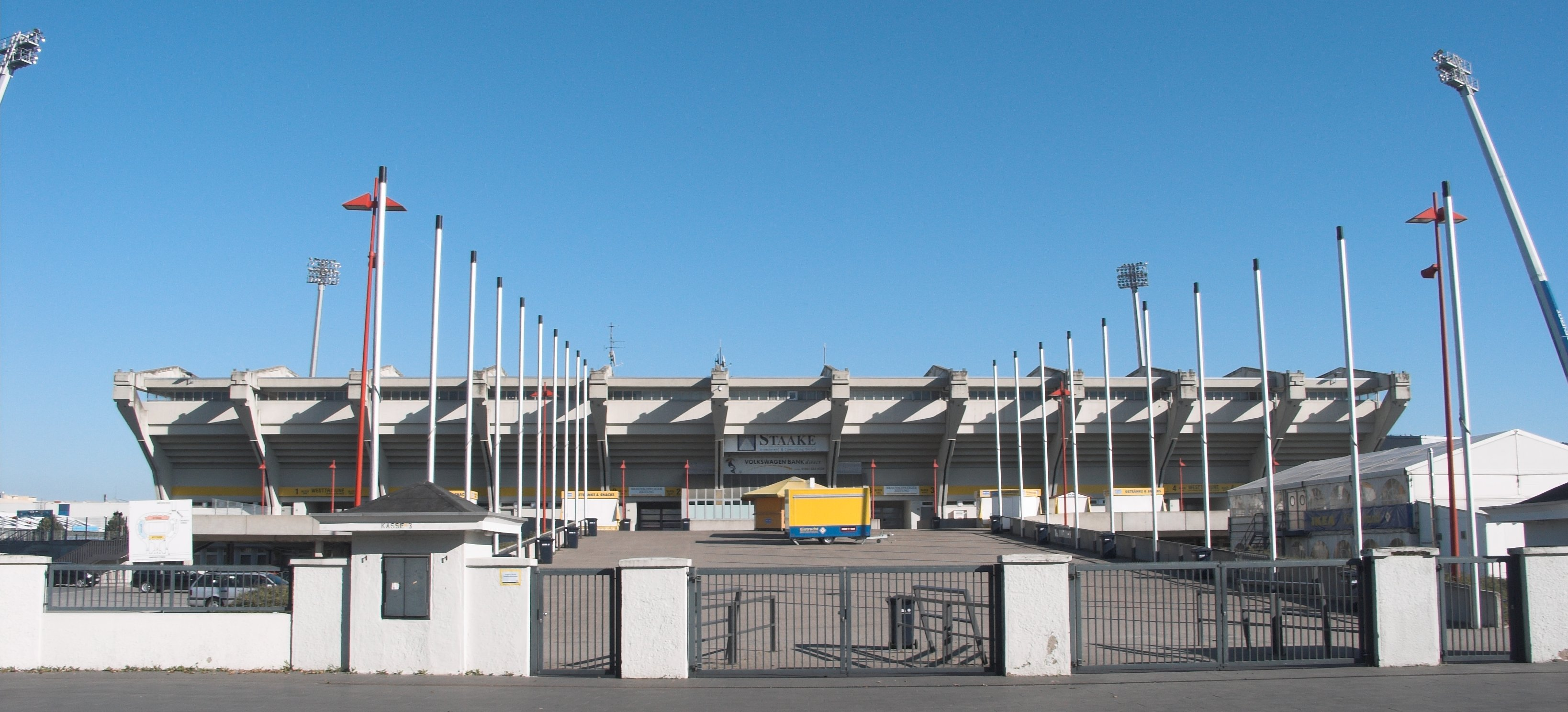
Vue de la Hamburger Straße (2006)
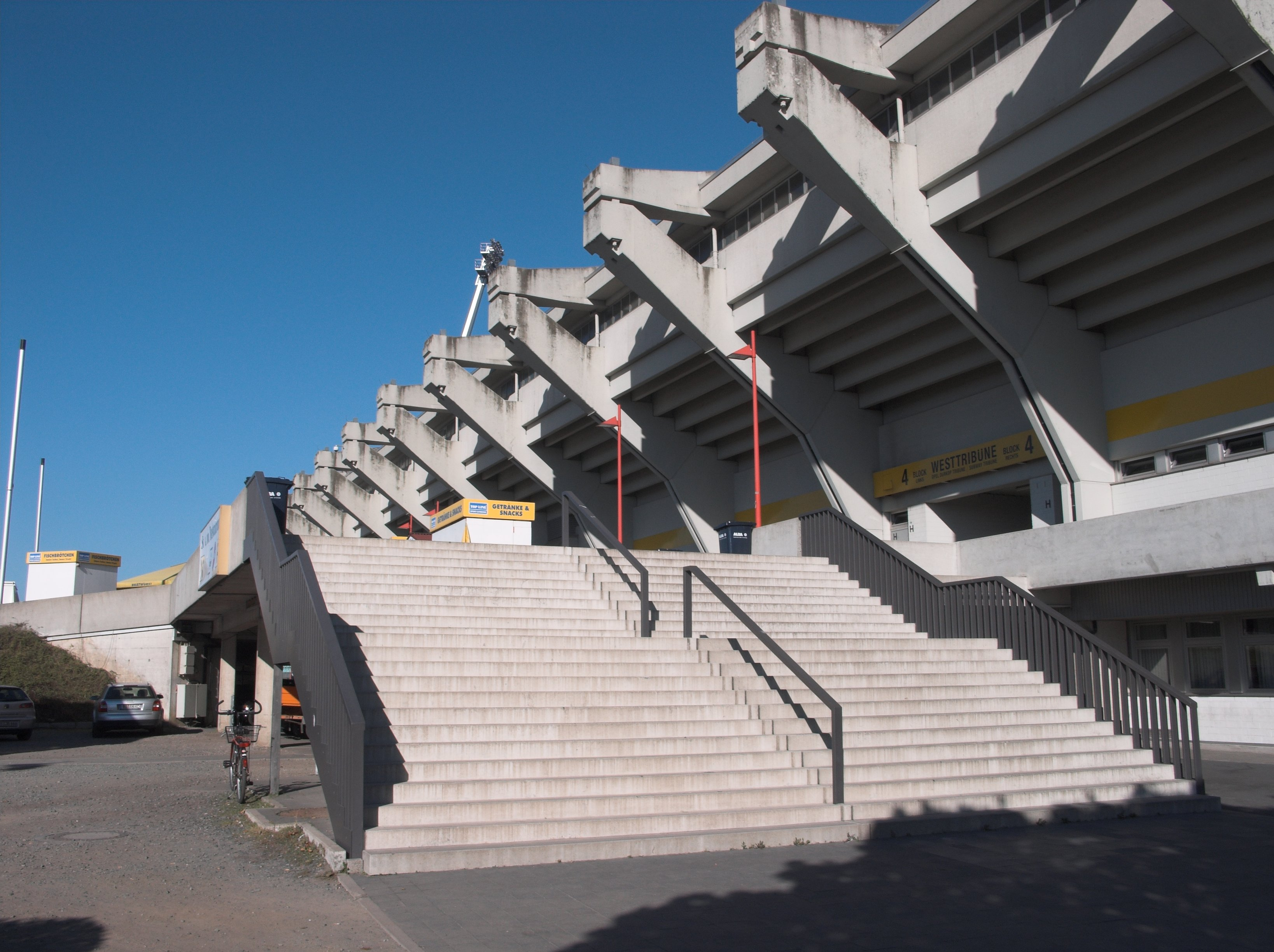
Vue extérieure (2006)
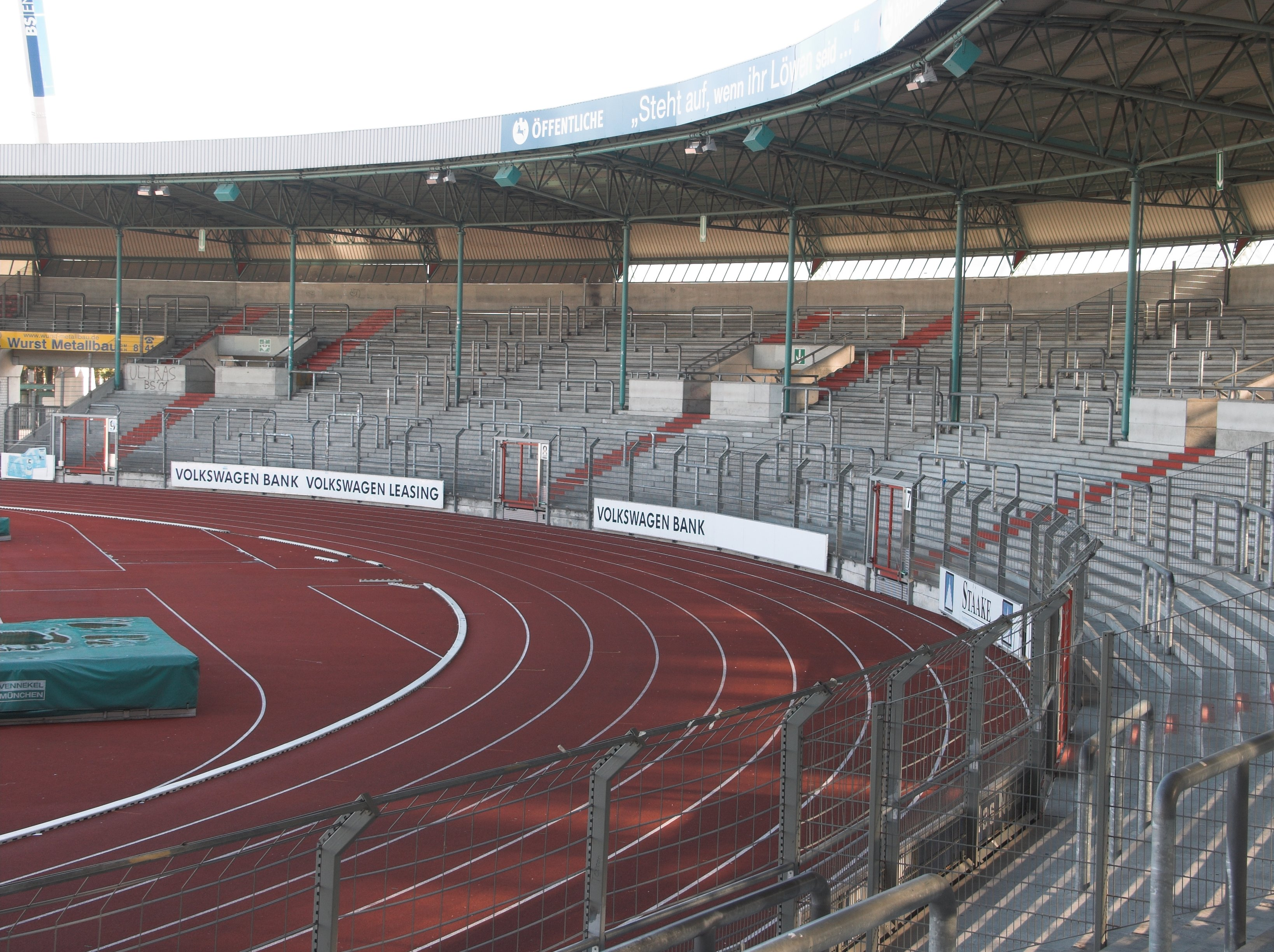
Virage Sud (2006)
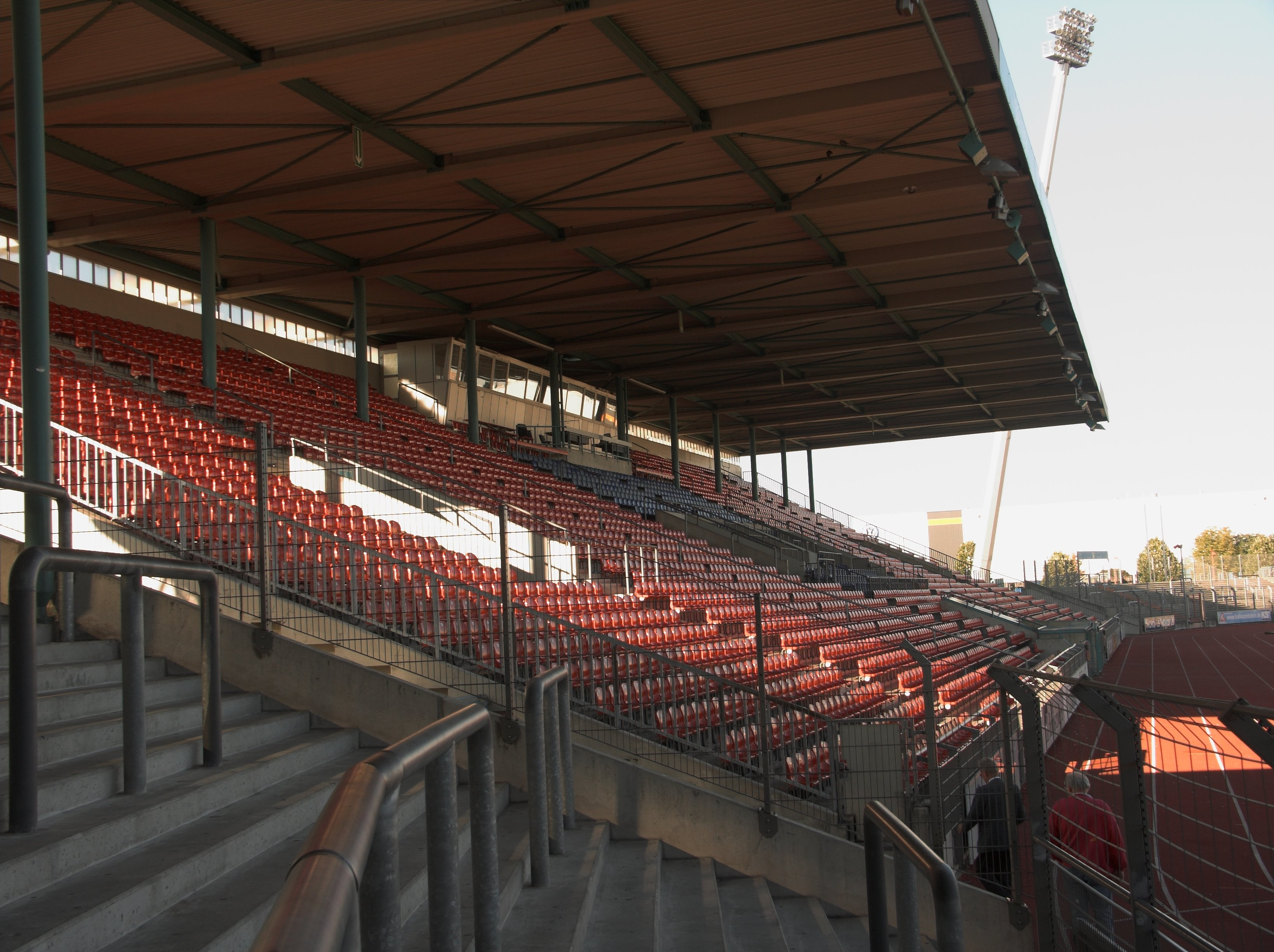
Tribune principale (2006)
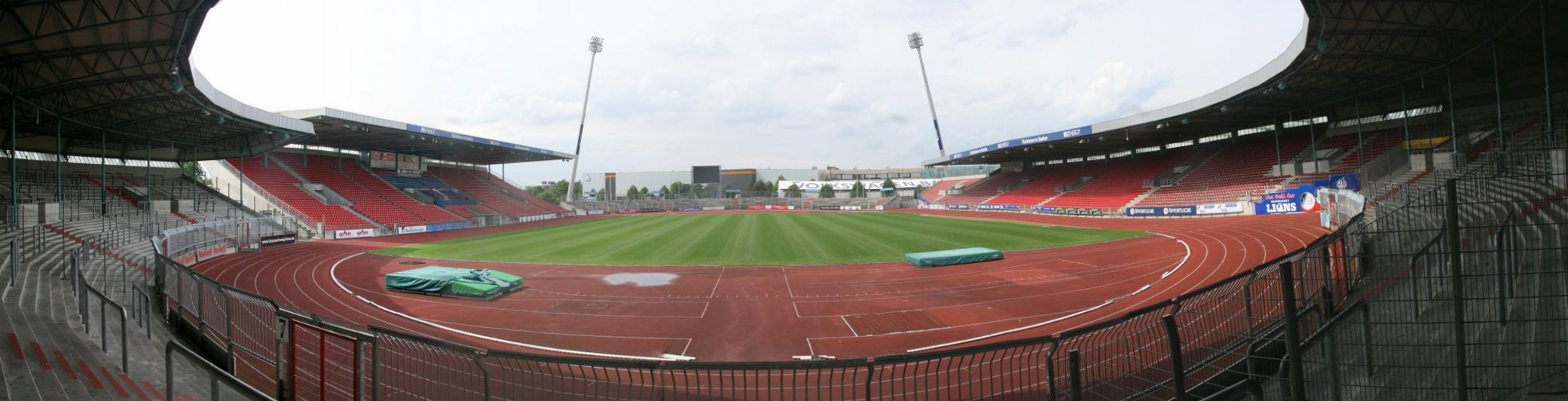
Panorama avec l'ancienne piste d'athlétisme (2008)